# ناديا بوردون
ناديا بوردون (بالإسبانية: Nadia Bordón) مواليد 11 أغسطس 1988، هي لاعبة كرة يد أرجنتينية تلعب كحارس مرمى. مثلت منتخب الأرجنتين لكرة اليد للسيدات.

## سجل المنافسة
شاركت في البطولات التالية:
- بطولة العالم لكرة اليد للسيدات 2013